# Ninetta-Walzer
Ninetta-Walzer, op. 445, är en vals av Johann Strauss den yngre. Den spelades första gången den 21 januari 1893 i Hofburg i Wien. 

## Historia
Efter fiaskot med sin stora opera Ritter Pásmán kände sig Johann Strauss åter förvisad till att komponera operetter. "Jag måste plåga mig som en hund för att kunna skriva dessa tramsiga operetter", skrev han till brodern Eduard Strauss hösten 1892 och klagade dessutom på att hans synförmåga avtagit avsevärt. Den nya operetten hette Fürstin Ninetta och var skriven av Julius Bauer och Hugo Wittmann. Strauss trodde inte på projektet och befarade åter ett svidande nederlag. Dagen före premiären på Theater an der Wien den 10 januari 1893 skrev Strauss till dirigenten Adolf Müller junior: "Efter premiären av 'Ninetta' kommer denna, liksom alla av mina verk efter de uppförts, inte längre existera för mig. Men om den spelas mer än 20 föreställningar skulle jag vilja höra den igen för att försäkra mig om hur det har gått för den". Premiärföreställningen var den första av Strauss operetter som inte personligen dirigerades av honom själv. Det var dessutom något av en dubbelpremiär som till och med tilldragit sig kejsar Frans Josefs nyfikenhet. För första gången skulle Theater an der Wien upplysas av elektriskt ljus. I mellanakten blev Strauss inviterad till den kejserliga logen och kejsaren sade till Strauss: "Över huvud taget förefaller er musik att åldras lika lite som ni själv, för ni har knappast förändrats alls sedan vi senast sågs". Premiären blev en stor succé och Strauss överraskades av att den kom att spelas 76 gånger.
Operetten innehöll mycket musik som Strauss i sedvanlig tradition kunde arrangera om till separata orkesterverk. Ett av dessa var valsen Ninetta-Walzer som framfördes första gången den 21 januari (endast 11 dagar efter operettens premiär) 1893 i Redouten-Saal i slottet Hofburg med anledning av det stundande bröllopet mellan Albrecht, hertig av Württemberg och ärkehertiginnan Margarete Sophie av Österrike (1870-1902), en dotter till ärkehertig Karl Ludvig av Österrike. Konserten dirigerades varken av kompositören själv eller broder Eduard, utan av Carl Michael Ziehrer. Det första publika framförandet av valsen skedde en dag senare den 22 januari i Volksgarten av en militärorkester. Inte förrän den 29 januari spelade Capelle Strauss valsen då Johann Strauss själv dirigerade den vid en av Eduards söndagskonserter i Musikverein. Vid samma tillfälle framfördes även polkan Neue Pizzicato-Polka (op. 449) för första gången i Wien. Publiken krävde två repriser av valsen och tre av polkan. Tilläggas skall att trots att annonserna för Eduards konsert utlovade verken såsom "för första gången" (vilket var helt fel), kunde den publik som valde att gå på teatern "Etablissement Ronacher" tidigare samma dag höra styckena före alla andra. Där gav nämligen Carl Michael Zieher en promenadkonsert där verken framfördes.
Valsen inledning (tema 1A) bygger på operettens sången "Einst träumte mir, dass ich der Schah von Persien wär " (Nr 14), sjungen i akt III av den egyptiske finansministern Kassim Pascha.

## Om valsen
Speltiden är ca 13 minuter och 41 sekunder plus minus några sekunder beroende på dirigentens musikaliska tolkning.
Valsen var ett av sex verk där Strauss återanvände musik från operetten Fürstin Ninetta:
- Ninetta-Walzer, Vals, Opus 445
- Ninetta-Quadrille, Kadrilj, Opus 446
- Ninetta-Marsch, Marsch, Opus 447
- Diplomaten-Polka, Polka, Opus 448
- Neue Pizzicato-Polka, Polka, Opus 449
- Ninetta-Galopp, Opus 450

## Weblänkar
- Ninetta-Walzer i Naxos-utgåvan.